# Złoty Guerin
Złoty Guerin (wł. Guerin d'Oro) jest nagrodą przyznawaną każdego roku przez włoski tygodnik piłkarski Guerin Sportivo, który od 1976 roku nagradza piłkarza Serie A, który rozegrał przynajmniej 19 meczów oraz zdobył najlepszą średnią ocenę. Wyniki są obliczane na podstawie ocen z cotygodniowych raportów Guerin Sportivo oraz trzech głównych włoskich dzienników: La Gazzetta dello Sport, Corriere dello Sport oraz Tuttosport.

## Laureaci
| Year | Player                                         | Club                               |
| ---- | ---------------------------------------------- | ---------------------------------- |
| 1976 | Claudio Sala                                   | Torino FC                          |
| 1977 | Claudio Sala                                   | Torino FC                          |
| 1978 | Roberto Filippi                                | Vicenza                            |
| 1979 | Roberto Filippi                                | SSC Napoli                         |
| 1980 | Luciano Castellini                             | SSC Napoli                         |
| 1981 | Ruud Krol                                      | SSC Napoli                         |
| 1982 | Franco Causio                                  | Udinese Calcio                     |
| 1983 | Pietro Vierchowod                              | AS Roma                            |
| 1984 | Michel Platini                                 | Juventus F.C.                      |
| 1985 | Diego Maradona                                 | SSC Napoli                         |
| 1986 | Renato Zaccarelli                              | Torino FC                          |
| 1987 | Walter Zenga                                   | Inter Mediolan                     |
| 1988 | Roberto Mancini                                | UC Sampdoria                       |
| 1989 | Andreas Brehme                                 | Inter Mediolan                     |
| 1990 | Franco Baresi                                  | A.C. Milan                         |
| 1991 | Roberto Mancini                                | UC Sampdoria                       |
| 1992 | Frank Rijkaard                                 | A.C. Milan                         |
| 1993 | Giuseppe Signori                               | S.S. Lazio                         |
| 1994 | Daniele Massaro                                | A.C. Milan                         |
| 1995 | Paulo Sousa                                    | Juventus F.C.                      |
| 1996 | Enrico Chiesa                                  | UC Sampdoria                       |
| 1997 | Gianluca Pagliuca Angelo Peruzzi Lilian Thuram | Inter Mediolan Juventus F.C. Parma |
| 1998 | Francesco Totti                                | AS Roma                            |
| 1999 | Matías Almeyda                                 | S.S. Lazio                         |
| 2000 | Sébastien Frey                                 | Verona                             |
| 2001 | Roberto Baggio                                 | Brescia                            |
| 2002 | Christian Vieri                                | Inter Mediolan                     |
| 2003 | Pavel Nedvěd                                   | Juventus F.C.                      |
| 2004 | Francesco Totti                                | AS Roma                            |
| 2005 | Gianluca Pagliuca                              | Bologna FC                         |
| 2006 | Luca Toni                                      | ACF Fiorentina                     |
| 2007 | Adrian Mutu                                    | ACF Fiorentina                     |
| 2008 | Mauro Camoranesi                               | Juventus F.C.                      |
| 2009 | Diego Milito                                   | Genoa C.F.C.                       |
| 2010 | Nie przyznano                                  | Nie przyznano                      |
| 2011 | Nie przyznano                                  | Nie przyznano                      |
| 2012 | Andrea Pirlo                                   | Juventus F.C.                      |
| 2013 | [[Edinson Cavani\|]]Edinson Cavani             | SSC Napoli                         |
| 2014 | Carlos Tévez                                   | Juventus F.C.                      |
| 2015 | Carlos Tévez                                   | Juventus F.C.                      |